# ووتر فالي (مسيسيبي)
ووتر فالي (بالإنجليزية: Water Valley, Mississippi)‏ هي مدينة تقع في الولايات المتحدة في مقاطعة يالوبوشا. يقدر عدد سكانها بـ 3,392 نسمة ومساحتها 18.2 كم2 وترتفع عن سطح البحر 89 متر.

## التركيبة السكانية
حدّد مكتب تعداد الولايات المتحدة بيانات التركيبة السكانية لووتر فالي في تعداد الولايات المتحدة. في ما يلي، التركيبة السكانية حسب تعدادي 2000 و2010.

### تعداد عام 2000
بلغ عدد سكان ووتر فالي 3,677 نسمة بحسب تعداد عام 2000، وبلغ عدد الأسر 1,470 أسرة وعدد العائلات 961 عائلة مقيمة في المدينة. في حين سجلت الكثافة السكانية 202.5 نسمة لكل كيلومتر مربع (524.5/ميل2). وبلغ عدد الوحدات السكنية 1,675 وحدة بمتوسط كثافة قدره 92.2 لكل كيلومتر مربع (238.8/ميل2).
وتوزع التركيب العرقي للمدينة بنسبة 57.87% من البيض و40.74% من الأمريكيين الأفارقة و0.33% من الأمريكيين الأصليين و0.16% من الأمريكيين ذوي الأصول الآسيوية و0.22% من سكان جزر المحيط الهادئ و0.19% من الأعراق الأخرى و0.49% من عرقين مختلطين أو أكثر و1.20% من الهسبانيون أو اللاتينيون من أي عرق.
بلغ عدد الأسر 1,470 أسرة كانت نسبة 34.8% منها لديها أطفال تحت سن الثامنة عشر تعيش معهم، وبلغت نسبة الأزواج القاطنين مع بعضهم البعض 39% من أصل المجموع الكلي للأسر، ونسبة 23.2% من الأسر كان لديها معيلات من الإناث دون وجود شريك، بينما كانت نسبة 3.1% من الأسر لديها معيلون من الذكور دون وجود شريكة وكانت نسبة 34.6% من غير العائلات. تألفت نسبة 31.8% من أصل جميع الأسر من عدة أفراد يعيشون في نفس المنزل ونسبة 16.2% كانت تتألف من شخص يعيش بمفرده يبلغ من العمر 65 عاماً أو أكثر. وبلغ متوسط حجم الأسرة المعيشية 2.43، أما متوسط حجم العائلات فبلغ 3.07.
بلغ العمر الوسطي للسكان 36.8 عاماً. وكانت نسبة 25.9% من القاطنين تحت سن الثامنة عشر، وكانت نسبة 8.9% بين الثامنة عشر والرابعة والعشرين عاماً، ونسبة 25.9% كانت واقعةً في الفئة العمرية ما بين الخامسة والعشرين والرابعة والأربعين عاماً، ونسبة 21% كانت ما بين الخامسة والأربعين والرابعة والستين، ونسبة 15.6% كانت ضمن فئة الخامسة والستين عاماً فما فوق. يوجد لكل 100 أنثى 82.3 ذكر، ويوجد لكل 100 أنثى في الثامنة عشر من عمرها فما فوق 75.7 ذكر.
بلغ متوسط دخل الأسرة في المدينة 23,777 دولارًا، أما متوسط دخل العائلة فبلغ 31,083 دولارًا. وكان متوسط دخل الذكور 26,888 دولارًا مقابل 20,127 دولارًا للإناث. وسجل دخل الفرد الخاص بالمدينة 13,324 دولارًا. وكانت نسبة 23.7% من العائلات ونسبة 26.9% من السكان تحت خط الفقر، وكان من هؤلاء نسبة 37.1% تحت سن الثامنة عشر ونسبة 15.9% في الخامسة والستين من العمر وما فوق.

### تعداد عام 2010
بلغ عدد سكان ووتر فالي 3,392 نسمة بحسب تعداد عام 2010، وبلغ عدد الأسر 1,376 أسرة وعدد العائلات 868 عائلة مقيمة في المدينة. في حين سجلت الكثافة السكانية 186.8 نسمة لكل كيلومتر مربع (483.8/ميل2). وبلغ عدد الوحدات السكنية 1,577 وحدة بمتوسط كثافة قدره 86.8 لكل كيلومتر مربع (224.8/ميل2).
وتوزع التركيب العرقي للمدينة بنسبة 56.40% من البيض و42.25% من الأمريكيين الأفارقة و0.09% من الأمريكيين الأصليين و0.12% من الأمريكيين ذوي الأصول الآسيوية و0.38% من الأعراق الأخرى و0.77% من عرقين مختلطين أو أكثر و1.12% من الهسبانيون أو اللاتينيون من أي عرق.
بلغ عدد الأسر 1,376 أسرة كانت نسبة 33.1% منها لديها أطفال تحت سن الثامنة عشر تعيش معهم، وبلغت نسبة الأزواج القاطنين مع بعضهم البعض 34.5% من أصل المجموع الكلي للأسر، ونسبة 24.3% من الأسر كان لديها معيلات من الإناث دون وجود شريك، بينما كانت نسبة 4.2% من الأسر لديها معيلون من الذكور دون وجود شريكة وكانت نسبة 36.9% من غير العائلات. تألفت نسبة 33.4% من أصل جميع الأسر من عدة أفراد يعيشون في نفس المنزل ونسبة 14.5% كانت تتألف من شخص يعيش بمفرده يبلغ من العمر 65 عاماً أو أكثر. وبلغ متوسط حجم الأسرة المعيشية 2.36، أما متوسط حجم العائلات فبلغ 3.02.
بلغ العمر الوسطي للسكان 39.7 عاماً. وكانت نسبة 25.1% من القاطنين تحت سن الثامنة عشر، وكانت نسبة 8.2% بين الثامنة عشر والرابعة والعشرين عاماً، ونسبة 22.8% كانت واقعةً في الفئة العمرية ما بين الخامسة والعشرين والرابعة والأربعين عاماً، ونسبة 26.4% كانت ما بين الخامسة والأربعين والرابعة والستين، ونسبة 17.5% كانت ضمن فئة الخامسة والستين عاماً فما فوق. وتوزع التركيب الجنسي للسكان بنسبة 45.2% ذكور و54.8% إناث.